# Владимир Стојиљковић
Владимир Стојиљковић (1965 — Нови Београд, 12. март 2004) био је српски правник и универзитетски професор. Стојиљковић је био доктор правних наука, ванредни професор Правног факултета Универзитета у Београду и један од оснивача Југословенске левице.

## Биографија

### Образовање и каријера
Рођен је 1965. године као син Влајка Стојиљковића и мајке Јелисавете. Студије на Правном факултету Универзитета у Београду је уписао 1984. године, а дипломирао је 21. новембра 1989. године. У звање асистента приправника Правног факултета Универзитета у Београду, примљен је 1991. године. Магистрирао је 1993. године са тезом "Осигурање извозних кредита од некомерцијалних ризика", а докторску дисертацију "Уговор о конзорцијуму" је одбранио 1996. године.
Убрзо је изабран у звање доцента, потом и ванредног професора Правног факултета Универзитета у Београду.
Био је један од оснивача Југословенске левице, заједно са својим колегом Слободаном Пановом, такође професором Правног факултета Универзитета у Београду.
Његов отац  Влајко Стојиљковић је обављао дужност министра унутрашњих послова Републике Србије од 15. априла 1997. до 9. октобра 2000. године. На дан када је усвојен закон о сарадњи са Хашким трибуналом, 11. априла 2002. године, Стојиљковић је на степеништу Дома Народне скупштине Републике Србије извршио покушај самоубиства, будући да је пред овим судом већ постојала оптужница против њега и преминуо је два дана касније.

### Самоубиство
Дана 12. марта 2004. године, Стојиљковић је извршио самоубиство у свом породичном стану на Новом Београду. Сахрањен је на Старом гробљу у Пожаревцу.
Његов колега и пријатељ Слободан Панов, Правног факултета Универзитета у Београду, овако је прокоментарисао вест о самоубиству Стојиљковића:
Влада је био одличан пријатељ. Пожртвован и велики ентузијаста. Постигао је све што је у нашој струци највредније. За трагедију сам сазнао у вестима. Имао је добру и танану душу, која није издржала...

### Породица
Владимир Стојиљковић је имао два брака. Његова кћерка из првог брака је глумица Јована Стојиљковић. Из другог брака са Наташом Делић, професорком Правног факултета Универзитета у Београду, имао је два сина - Влајка и Божидара.